# Les Frères Obus
Les Frères Obus est une série télévisée jeunesse québécoise en treize épisodes de 25 minutes en noir et blanc diffusée du 26 juin au 18 septembre 1959 à la Télévision de Radio-Canada.

## Synopsis
« Les frères Obus sont des voleurs d'une espèce sympathique contre qui le plus grand moraliste ne tonnerait pas. »

## Fiche technique
- Scénarisation : Claude Fournier
- Réalisation : Jacques Faure et Marie-Claude Finozzi
- Musique : Pierre Brabant
- Société de production : Société Radio-Canada

## Distribution
- Cioni Carpi